# Mike und Todd Shane
Mike und Todd Shane (beide * 21. Dezember 1967 in Galesburg, Illinois) sind ein US-amerikanisches Zwillingspärchen. Die beiden Brüder sind Wrestler und bilden zusammen ein Tag Team, das vor allem unter den Namen The Shane Twins und The Gymini in WWE und TNA bekannt wurde. Es trat allerdings auch in verschiedenen anderen Ligen als The Crashers, The Johnsons, Phi DeKappa U und als The Regulators auf.

## Karriere
Während ihrer High-School-Zeit spielten die beiden Brüder Tennis und studierten anschließend an der Northwest Missouri State University.
Die beiden eineiigen Zwillinge wurden in der Wrestling-Schule von Dean Malenko in Tampa, Florida trainiert und hatten 1998 ihr Debüt in der von Ted DiBiase gegründeten Liga WXO sowie diversen Independent-Ligen in Florida. Ihre ersten Erfolge waren der fünffache Gewinn des IPW Tag Team Championship. In dieser Zeit durften sie unter anderem gegen die legendären Road Warriors und The Nasty Boys antreten. Zudem hatten sie Auftritte in der kurzlebigen Xcitement Wrestling Federation.
Sie traten zwar gelegentlich in Einzelmatches an, arbeiteten aber meist als Tag-Team unter diversen Namen. Mike Shane durfte 2001 alleine den IPW Hardcore Wrestling TV Champion gewinnen, als sein Bruder eine Verletzungspause einlegen musste. Todd Shane gewann dafür 2004 den NWA Florida Heavyweight Championship. 2002 durften sie den JAPW Tag Team Championship von Jersey All Pro Wrestling gewinnen.
2002 waren sie bei der neugegründeten Promotion Total Nonstop Action Wrestling aktiv. Dorthin brachten sie den NWA World Tag Team Championship, den sie bereits vorher erhalten hatten. Bekannt wurden sie dort als The Johnsons. Die beiden hatten ein sexuell konnotiertes Image, das zu den schlechtesten Gimmicks der TNA zählte. Sie traten in hautfarbenen  Latexkostümen auf, die an Penisse erinnern sollten. Nach wenigen Wochen verließen sie die Promotion. Ihre Gürtel wurden ihnen aberkannt, da TNA die Exklusivrechte an dem NWA World Tag Team Championship erworben hatte.
Von 2002 bis 2005 traten sie independent, insbesondere für NWA Florida auf, bis sie 2005 einen Entwicklungsvertrag mit World Wrestling Entertainment (WWE) abschließen konnten. Dort wurden sie zunächst bei Ohio Valley Wrestling (OVW) und Deep South Wrestling eingesetzt, Am 6. Januar 2006 debütierten sie unter dem neuen Tag-Team-Namen Gymini als Begleiter von Simon Dean in WWE SmackDown. Sie traten anschließend für die WWE an, wobei sie vor allem bei House Shows und in Dark Matches eingesetzt wurden. Bei SmackDown! hatten sie nur selten Auftritte. Wrestlerisch eigentlich ein gut eingespieltes Tag-Team, war vor allem das Gimmick Schuld an ihrem Misserfolg. So wählte der Wrestling Observer Newsletter das Gimmick zum schlechtesten seiner Art 2006. Als Todd Shane sich zusätzlich noch verletzte, trat Mike währenddessen bei Deep South Wrestling an. Nach der Verletzungspause konnten die beiden dort den Tag-Team-Titel gewinnen. Sie wurden jedoch nicht zur WWE zurückgeholt, stattdessen wurde am 18. Januar 2007 ihr Vertrag aufgelöst und die beiden Brüder entlassen. Ab 2008 traten sie überwiegend für das World Wrestling Council an.
Heute arbeiten die beiden als Türsteher.

## Championtitel und Auszeichnungen
- Deep South Wrestling:
  - 1× DSW Tag Team Champion

- National Wrestling Alliance
  - 1× NWA World Tag Team Champion
  - 4× NWA Florida Tag Team Champion
  - NWA Florida Heavyweight Championship (Todd Shane)

- Jersey All Pro Wrestling
  - 4× JAPW Tag Team Champion

- Independent Pro Wrestling
  - 5× IPW Tag Team Champion
  - 1× IPW Television Champion (nur Mike Shane)

- World Professional Wrestling Federation
  - 1× WPWF Tag Team Champion